# Mamey (Guaynabo)
Mamey es un barrio ubicado en el municipio de Guaynabo en el estado libre asociado de Puerto Rico. En el Censo de 2010 tenía una población de 3103 habitantes y una densidad poblacional de 488,21 personas por km².

## Geografía
Mamey se encuentra ubicado en las coordenadas 18°18′54″N 66°6′58″O / 18.31500, -66.11611. Según la Oficina del Censo de los Estados Unidos, Mamey tiene una superficie total de 6,36 km², que corresponden en su totalidad a tierra firme.

## Demografía
Según el censo de 2010, había 3103 personas residiendo en Mamey. La densidad de población era de 488,21 hab./km². De los 3103 habitantes, Mamey estaba compuesto por el 79,44% blancos, el 9,31% eran negros, el 0,26% eran amerindios, el 0,13% eran asiáticos, el 8,89% eran de otras razas y el 1,97% pertenecían a dos o más razas. Del total de la población el 99,48% eran hispanos o latinos de cualquier raza.
Mamey en realidad está compuesto por dos comunidades, Mamey 1 y Mamey 2.